# Кримов Олексій Петрович
Олексі́й Петро́вич Кри́мов (* 18 (30) липня 1872, Москва — † 11 грудня 1954, Київ) — український радянський хірург, доктор медичних наук (1906), професор (1912). Заслужений діяч науки УРСР (1940), дійсний член Академії медичних наук СРСР (1945)

## Біографічні відомості
Народився в сім'ї відомого художника.
1898 року закінчив медичний факультет Московського університету.
Від 1906 року — доцент госпітальної хірургічної клініки. Одночасно працював в Московському військовому госпіталі.
Від 1912 року — професор Київського університету, від 1921 року — Київського медичного інституту.

## Наукова діяльність
Автор понад 135 наукових праць, зокрема 10 монографій, присвячених проблемам клінічної хірургії: травмам черепа і головного мозку, мозковій інфекції, вогнепальним аневризмам, абсцесам легень і грижам.
Учасник п'яти воєн. Автор понад 30 наукових праць із хірургії воєнного часу, зокрема лекцій з воєнно-польової хірургії. Особливої уваги заслуговують роботи Кримова з поранень кровоносних судин.
Запропонував спосіб радикальної операції пахових кил, операції при розширенні вен сім'яного канатика, метод нефропексії.
Перший у світі встановив наявність в онкологічній клітковині лімфатичних вузлів, котрі детально описав.
Лауреат премій імені І. Ф. Буша та імені С. П. Федорова.
Від 1936 року був головою Українського товариства хірургів.
Під керівництвом Кримова підготовлено 35 дисертацій, зокрема 15 докторських.

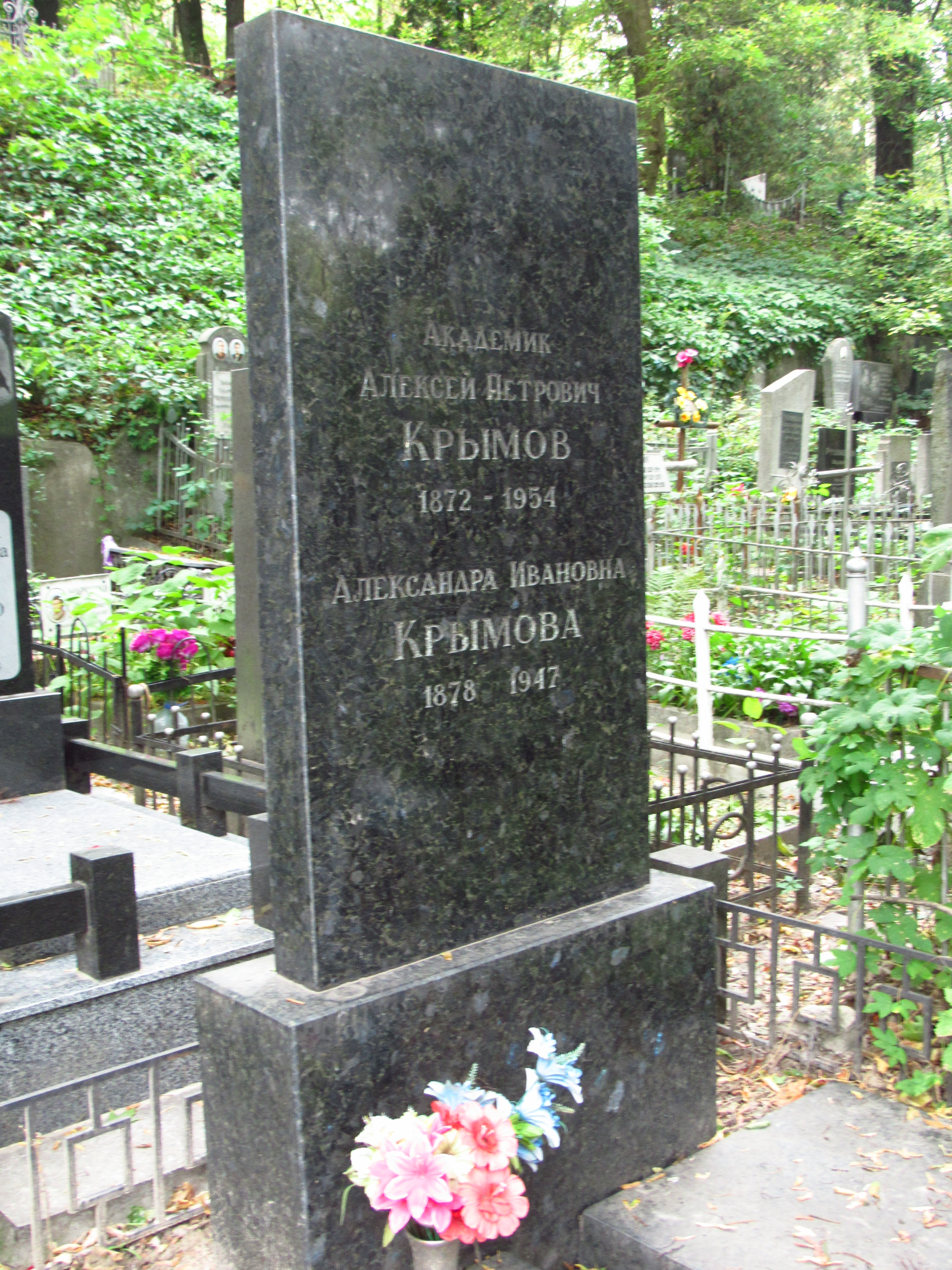
Могила О.П. Кримова

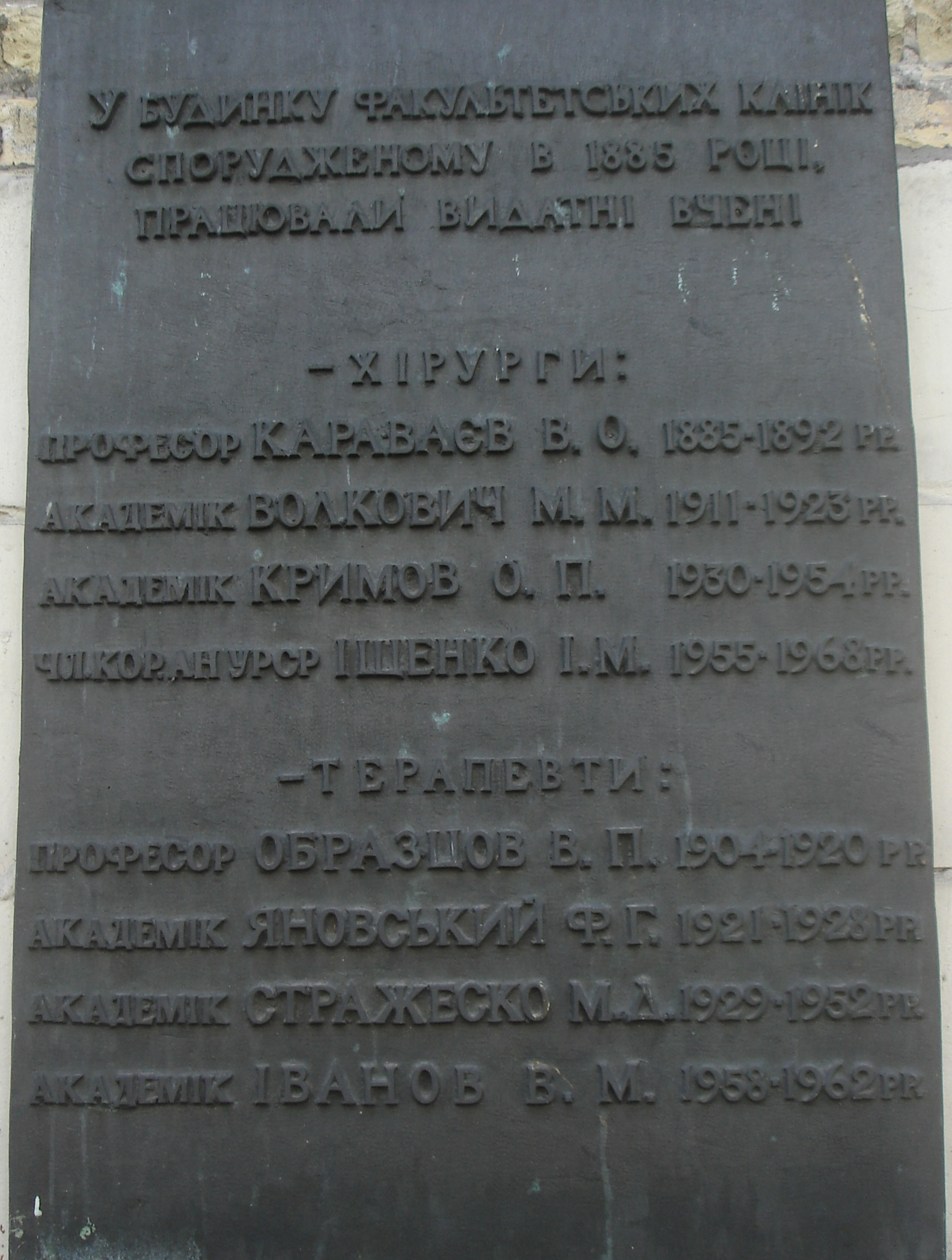
Меморіальна дошка видатним хірургам і терапевтам Київського медичного інституту.
Встановлена на будинку факультетських клінік Київського медичного інституту (Київ, бульвар Тараса Шевченка, 17).

## Наукові праці
- Учение о грыжах. — Санкт-Петербург, 1911.
- Избранные лекции по военно-по-левой хирургии. — К., 1937.
- Спеціальна хірургія. — К., 1940, 1948 (у співавторстві).
- Огнестрельная аневризма. — Челябинск, 1943.
- Брюшные грыжи. — К., 1950.